# Ellen G. White

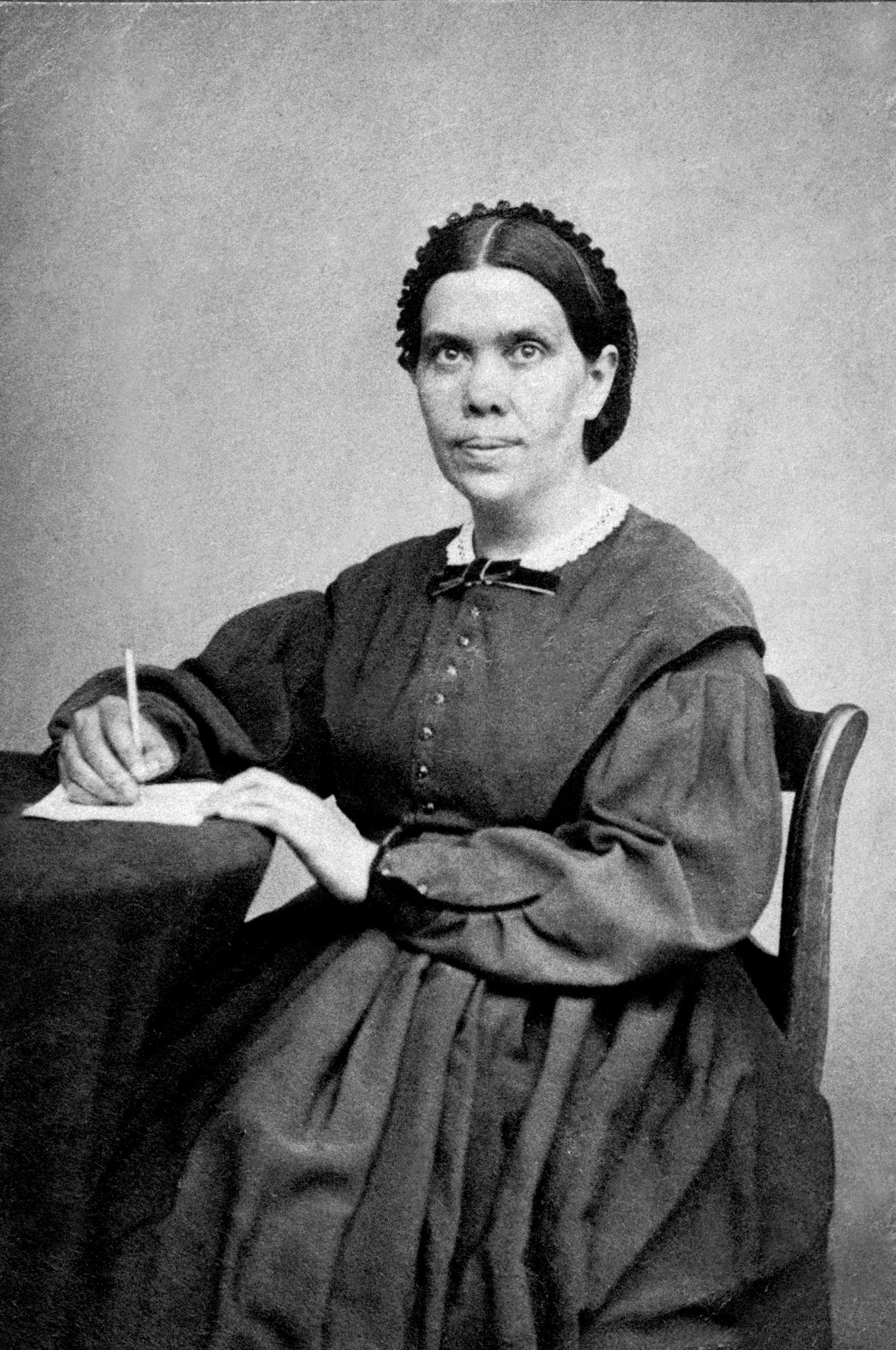
Bà Ellen White

Ellen Gould White (sinh ngày 26 tháng 11 năm 1827 – mất ngày 16 tháng 7 năm 1915; nhũ danh Harmon) là một tác giả người Mỹ, vừa là nhà tiên tri vừa là người đồng sáng lập Giáo hội Cơ Đốc Phục Lâm. Cùng với những lãnh đạo khác, bà có ảnh hưởng tới một nhóm những tín nhân Cơ đốc Phục lâm đầu tiên đã thành lập nên cái được gọi là "Giáo hội Cơ đốc Phục lâm An Thất nhật". Tạp chí Smithsonian đã vinh danh bà là một trong "100 người Mỹ quan trọng nhất mọi thời đại". Tiểu sử gia (và cũng là cháu trai của bà) Arthur L. White ước tính rằng bà đã kể lại rằng bà cho biết đã chiêm niệm được hơn 2.000 thị kiến và khải tượng từ Chúa. Các tín hữu của giáo phái này tin rằng bà Ellen White đã được Thiên Chúa ban cho ơn soi sáng đặc biệt hay "thần cảm" (Linh tiên tri/Spirit of Prophecy) được viết ra dưới sự soi sáng của Đức Thánh Linh, và xem các tác phẩm của bà là nguồn hướng dẫn thiêng liêng quan trọng, chỉ sau Kinh Thánh. Đối với Giáo hội Cơ Đốc Phục Lâm thì bà Ellen White vốn người có nhiều tác phẩm vẫn được giáo hội tôn trọng. Ngày nay, hầu hết những người theo Cơ Đốc Phục Lâm vẫn coi Ellen White là một nữ tiên tri của Đức Chúa Trời, mặc dù nhiều lời tiên tri của bà đã không thành hiện thực. Bà Ellen White được coi là một nhân vật đầu tiên trong lịch sử ăn chay tại Hoa Kỳ, đối với người ăn chay thuộc Kitô giáo hiện đại, trong số đó có Ellen G. White thì lý do ăn chay là thuộc về thiên đường cho nên giáo lý của Cơ Đốc Phục Lâm khuyến khích việc ăn chay.

## Tư tưởng
Giáo phái Cơ Đốc Phục Lâm có nguồn gốc từ Thuyết tái Lâm'' vốn là một phong trào Phục lâm ở thế kỷ XIX dự đoán sự sắp xuất hiện (hoặc tái Lâm) của Chúa Giê-su Christ và Giáo hội được chính thức thành lập vào năm 1863. Bà Ellen White đã trở thành tia sáng hy vọng cho những tín nhân phái Millerites tan vỡ mộng sau sự kiện Đại Thất vọng. Vào ngày 27 tháng 5 năm 1856, nhà tiên tri nữ Ellen White của Hội thánh Cơ Đốc Phục Lâm đã viết ra những lời linh tiên tri. Bà đã thống nhất các phe phái Cơ Đốc Phục Lâm và trở thành người hướng dẫn tinh thần cho một nhóm tôn giáo mới. Năm 1846, Ellen kết hôn với James White cũng là một nhà thuyết giáo Cơ Đốc Phục Lâm. Chẳng bao lâu họ tin rằng việc giữ ngày Sa-bát là dành cho tất cả các Cơ đốc nhân. Năm 1847, Ellen White đã có một khải tượng khác khẳng định niềm tin mới của bà rằng việc giữ ngày Sa-bát là một học thuyết chính. Bà White cho biết bà được đem lên thiên đàng, nhận lãnh chỉ thị và khải tượng từ Chúa để thành lập Giáo Hội Cơ đốc Phục Lâm An, bà tự xem mình là nữ tiên tri của Đức Chúa Trời và tín đồ Cơ-đốc Phục Lâm chấp nhận vai trò nữ tiên tri của bà. 
Về tín lý Cơ đốc Phục lâm, hệ thống thần học của Giáo Hội Cơ đốc Phục lâm An thất nhật dựa trên các tác phẩm của bà Ellen White. Tác phẩm chính là cuốn "The Great Controversy" (Cuộc Đối Nghịch Vĩ Đại) trình bày sự phản loạn của Satan chống nghịch lại Đức Chúa Trời và loài người là bãi chiến trường cho cuộc chiến giữa Christ và Satan. Bà Ellen White tin và dạy rằng lý thuyết của Miller và sự tính toán của Snow là đúng nhưng ngày 22 tháng 10 năm 1844 là ngày Đấng Christ từ nơi thánh bước vào nơi chí thánh trên thiên đàng để khởi sự cuộc phán xét những kẻ sống và kẻ chết trên trái đất. Những người theo thuyết Cơ đốc Phục lâm ghi công bà đã đưa Hội thánh Cơ đốc Phục lâm vào nhận thức toàn diện hơn về Chúa Trời trong suốt những năm 1890. Ellen White tránh sử dụng từ "Ba Ngôi" và "chồng bà đã tuyên bố dứt khoát rằng khải tượng của bà không ủng hộ tín điều Ba Ngôi". Thần học của bà không bao gồm giáo thuyết về Chúa Ba Ngôi. Giáo lý này được hình thành từ "sự thất vọng lớn" (Great Disappointment), sự diễn giải lại Đa-ni-ên 8:14 và kết hợp khúc Kinh Thánh này với Lê-vi ký 16 để có một cách giải thích chữ "Linh tiên tri" chỉ về những bài viết của bà Ellen White vì những bài viết này được xem là khải thị thần cảm từ Đức Chúa Trời và các bài viết của bà Ellen White là những sứ điệp của Đức Chúa Trời cho Hội thánh còn sót lại và phải được đón nhận như các sứ đệp tiên tri ngày xưa, cách thức duy nhất để hiểu Kinh thánh đúng đắn là qua lời tiên tri của bà Ellen White: "Chính trên quan điểm ánh sáng của Linh Tiên tri mà mới xem xét vấn đề, vì tin rằng Linh tiên tri là người diễn giải duy nhất không sai lầm về các nguyên tắc của Kinh thánh, bởi chính Đấng Christ, thông qua phương tiện này, ban cho chúng ta hiểu ý nghĩa thực sự của Lời Ngài".
Và rằng "Nếu ngươi làm giảm lòng tin của dân sự Đức Chúa Trời đối với những lời chứng mà Ngài gởi đến cho họ, thì ngươi chống nghịch lại Đức Chúa Trời giống như Côrê, Đathan, và Abiram". Và rồi "Sẽ có một sự căm ngét đến từ Satan nổi lên chống lại những lời chứng này. Công việc của Satan sẽ nhắm mục đích làm lung lay đức tin của các Hội thánh nơi các lới chứng ấy". Đây là lời tiên tri được thần cảm, nên sau này, thêm vào một phần cước chú nói rằng đây là "cùng một tinh thần của Hê-rốt nhưng ở trong một con người khác". Sự công nhận lời tiên tri của bà Ellen White là "Linh Tiên Tri" (tức là được thần cảm) khi chấp nhận những tín lý đó, họ xem mình là Hội Thánh Còn Sót Lại, hệ quả là tất cả Hội Thánh khác bị xem là "bội đạo", và chỉ có Giáo hội Cơ đốc Phục lâm mới trung thánh với đức tin và các điều răn của Đức Chúa Trời: "Hội Thánh phổ thông bao gồm tất cả những ai thực sự tin Đấng Christ, nhưng trong những ngày sau rốt, thời đại bội đạo lan rộng, một Hội Thánh còn sót lại được kêu gọi giữ các điều răn của Đức Chúa Trời và đức tin nơi Chúa Giê-xu". Giống như nhiều nhà lãnh đạo thời kỳ Cải cách, những bài viết của nhà sáng lập Giáo hội Cơ Đốc Phục Lâm - Ellen White phản đối Giáo hội Công giáo như một hội thánh đã sụp đổ và đóng vai trò xấu ác trong kịch bản thời kỳ sau cùng. Bà cho rằng Giáo hội Công giáo chính là kẻ thù của Hội thánh chân thật của Chúa và rằng giáo hoàng chính là Antichrist. Rất nhiều nhà cải chánh, như Martin Luther, John Knox, William Tyndale và những người khác cũng có quan điểm tương tự về Giáo hội Công giáo và giáo hoàng khi họ tách ra khỏi Giáo hội Công giáo trong Thời cải cách.
Ellen White đã viết: "Lời Ngài đã cảnh báo về nguy cơ sắp tới, nhưng nếu không chú ý đến, thế giới Tin lành sẽ chỉ hiểu thực sự mục đích của Giáo hội Rôma khi đã quá muộn để rời khỏi nó. Giáo hội Công Giáo đang lén lút mọc lên mạnh mẽ. Những tín đồ của Giáo hội đang có tác động đến các phòng ban hợp pháp, các nhà thờ và trong tâm trí con người. Giáo hội đang xây dựng các công trình với kiến trúc cao lớn ẩn trong đó là sự đàn áp dã man trong quá khứ, chắc chắn sẽ được lặp lại. "Người đàn bà" đang tăng cường lực lượng của mình một cách lén lút và không từ thủ đoạn để đạt được mục đích của mình khi tấn công. Tất cả những gì "người đàn bà" mong muốn là sự hủy diệt, và điều này đã được định sẵn cho nó. Chúng ta sẽ sớm thấy và cảm nhận được mục đích của thế lực Giáo hoàng Rôma. Ai tin và làm theo lời Chúa sẽ phải chịu sự sỉ nhục và bị đàn áp". Giáo lý Cơ đốc Phục lâm về ngày Sa bát là sự dạy dỗ cho rằng việc tuân giữ ngày Sa bát là "ấn của Đức Chúa Trời" nên những Cơ đốc nhân nào không giữ ngày Sa bát thì đều bị hư mất, cũng theo sự dạy dỗ của bà Ellen White hiểu rằng những ai không tin theo giáo thuyết ngày thứ bảy Sa bát đều sẽ bị hư mất đời đời và đó chính là sự vâng giữ ngày Sabát trong các Hội thánh An thất nhật. Ellen White tuyên bố rằng việc vâng giữ ngày Sa bát chính là "ấn của Đức Chúa Trời" và cho rằng "Những kẻ thù của luật pháp Đức Chúa Trời, từ các mục sư truyền đạo cho đến những người nhỏ nhất, đều có một quan điểm mới về lẽ thật và nhiệm vụ. Họ nhận ra quá trễ rằng ngày Sa bát của điều răn thứ tư chính là ấn của Đức Chúa Trời hằng sống".
Theo khải tượng mà Hiram Edson nhận được thì Chúa Giê-xu không tái lâm thế gian mà là vào đền thánh trên trời là Nơi Chí Thánh trên trời để bắt đầu chức vụ Thầy Tế Lễ Thượng Phẩm của Ngài ở đó. Vài tháng sau, đầu năm 1845, Joseph Bates (1792-1872) thông qua quá trình nghiên cứu đã đi đến kết luận là Cơ đốc nhân phải thờ phượng vào ngày thứ bảy. Năm 1846, ông xuất bản một tập sách 48 trang tóm tắt niềm tin của mình với nội dung ngày thứ bảy mới thật sự là ngày Sa bát. Vào ăm 1844, bà Ellen White bắt đầu có khải tượng xác nhận sự dạy dỗ của Edson và Bates, đồng thời cũng thêm vào nhiều giáo lý mới có nhiều tín lý chính thống nhưng họ cũng có một số tín điều như giáo lý ngày Sa bát, giáo lý chuộc tội, quan điểm công nhận bà Ellen White là nữ tiên tri được thần cảm, và giáo lý về Hội Thánh còn sót lại. Ellen White mô tả khải tượng của bà về vị trí của ngày thứ bảy Sa bát như sau: "Tôi đã được cất lên trời và chỉ cho thấy nơi thánh và cấu trúc của nó. Chúa Giê-xu đã mở nắp hòm giao ước, và tôi thấy những bảng đá trên đó có viết Mười Điều Răn. Tôi kinh ngạc khi thấy Điều Răn thứ Tư nằm ngay giữ mười điều răn, với một vầng hào quang bao quanh nó". Sự công nhận lời tiên tri của bà Ellen White là "Linh Tiên Tri" (tức là được thần cảm) khi chấp nhận những tín lý đó, họ xem mình là Hội Thánh Còn Sót Lại, hệ quả là tất cả Hội Thánh khác bị xem là "bội đạo", và chỉ có Giáo hội Cơ đốc Phục lâm mới trung thánh với đức tin và các điều răn của Đức Chúa Trời: "Hội Thánh phổ thông bao gồm tất cả những ai thực sự tin Đấng Christ, nhưng trong những ngày sau rốt, thời đại bội đạo lan rộng, một Hội Thánh còn sót lại được kêu gọi giữ các điều răn của Đức Chúa Trời và đức tin nơi Chúa Giê-xu". 

## Tác phẩm
Một số tác phẩm quan trọng và nổi tiếng nhất của bà bao gồm:
- Bộ sách "Thiện Ác Đáo đầu" (Conflict of the Ages Series): Đây là bộ sách gồm 5 tập, trình bày lịch sử cứu rỗi từ đầu đến cuối theo góc nhìn của bà.
- Tộc Trưởng và Tiên Tri (Patriarchs and Prophets)
- Tiên Tri và Các Vua (Prophets and Kings)
- Nguyện Ước Thời Đại (The Desire of Ages): Tác phẩm viết về cuộc đời và sự dạy dỗ của Chúa Giê-su.
- Công Vụ các Sứ Đồ (The Acts of the Apostles)
- Cuộc Đối Nghịch Vĩ Đại (The Great Controversy): Mô tả cuộc xung đột vũ trụ giữa Đấng Christ và Satan qua các thời đại.
- Con Đường Bình An (Steps to Christ): Một trong những tác phẩm được dịch và phổ biến rộng rãi nhất của bà, hướng dẫn người đọc về kinh nghiệm cá nhân với Chúa Giê-su. Tác phẩm này đã được dịch ra hơn 140 ngôn ngữ.
- Lời Khuyên về Chế Độ Ăn và Thực Phẩm (Counsels on Diet and Foods): Tập hợp những chỉ dẫn của bà về một lối sống lành mạnh, nhấn mạnh mối liên hệ giữa sức khỏe thể chất và tâm linh.
- Giáo Dục (Education): Trình bày triết lý giáo dục của bà, tập trung vào sự phát triển hài hòa về thể chất, trí tuệ và tâm linh.